# Oxyaena
L'ossiena (gen. Oxyaena) è un mammifero estinto, appartenente agli ossienodonti. Visse nell'Eocene inferiore (circa 55 - 50 milioni di anni fa) e i suoi resti fossili sono stati ritrovati in Nordamerica, Europa e Asia.

## Descrizione
Vagamente simile a un grosso gatto dal corpo robusto e le zampe corte, Oxyaena era lungo circa un metro (esclusa la coda); le specie più grandi (come Oxyaena forcipata) potevano superare i 20 chilogrammi di peso e avevano la taglia di un ghiottone. 

### Cranio
Il cranio era basso, largo e compatto, e possedeva la dentatura tipica degli animali carnivori, con grandi canini aguzzi e molari taglienti; nelle specie più grandi il cranio poteva raggiungere i 20 centimetri di lunghezza. Solitamente gli incisivi superiori erano di piccole dimensioni ma ancora funzionali, ma nella specie O. gulo vi era una riduzione dell'incisivo centrale e dell'incisivo laterale. In alcuni esemplari di O. forcipata il primo e il terzo incisivo erano scomparsi. Le proporzioni dei premolari, analogamente, variavano da specie a specie: in alcune specie (come O. lupina) erano di piccole dimensioni, mentre in altre (come O. forcipata) erano relativamente robusti; questa caratteristica, tuttavia, potrebbe essere dovuta a dimorfismo sessuale. I carnassiali inferiori possedevano un talonide e un metaconide di taglia variabile, mentre il protoconide e il paraconide tendevano a essere allineati, andando a formare un margine sempre più tagliente. Rispetto all'assai simile Dipsalidictis, Oxyaena possedeva carnassiali più taglienti, con una postmetacrista allungata sul primo molare superiore e un lungo paralofide (spesso rigonfio) sul secondo molare inferiore. Inoltre, rispetto a Dipsalidictis i trigonidi sui molari inferiori erano più lunghi che ampi, con metaconidi ridotti; il secondo molare superiore era sprovvisto di metacono, mentre i premolari erano in generale più robusti.
Il cranio possedeva una porzione facciale relativamente lunga rispetto a quella di altri ossienodonti, e le arcate zigomatiche delimitavano una fossa temporale meno sviluppata rispetto a quella di Patriofelis.

### Scheletro postcranico

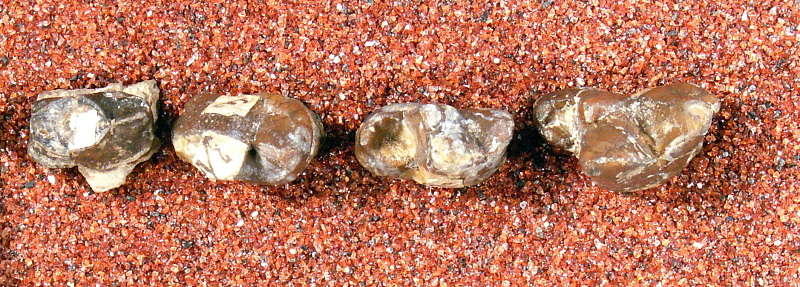
Molari di Oxyaena morsitans

Il corpo era piuttosto allungato e basso, a causa delle zampe relativamente corte. L'omero era di foggia primitiva: era corto e robusto, con una grande tuberosità preminente, creste del deltoide e del supinatore ben marcate e un forame entepicondilare; la fossa dell'olecrano era poco profonda. Nelle zampe anteriori, pentadattile, terzo e quarto dito erano pressoché di uguale lunghezza: la disposizione delle dita era parassonica. Le zampe posteriori erano caratterizzate da un astragalo con una troclea appiattita: l'articolazione era quindi poco mobile. I metatarsi erano corti e la loro estremità distale presentava una leggera convessità. In generale, le zampe erano robuste e i piedi erano dotati di dita ben separate fra loro; si ritiene che Oxyaena fosse almeno parzialmente plantigrado. 

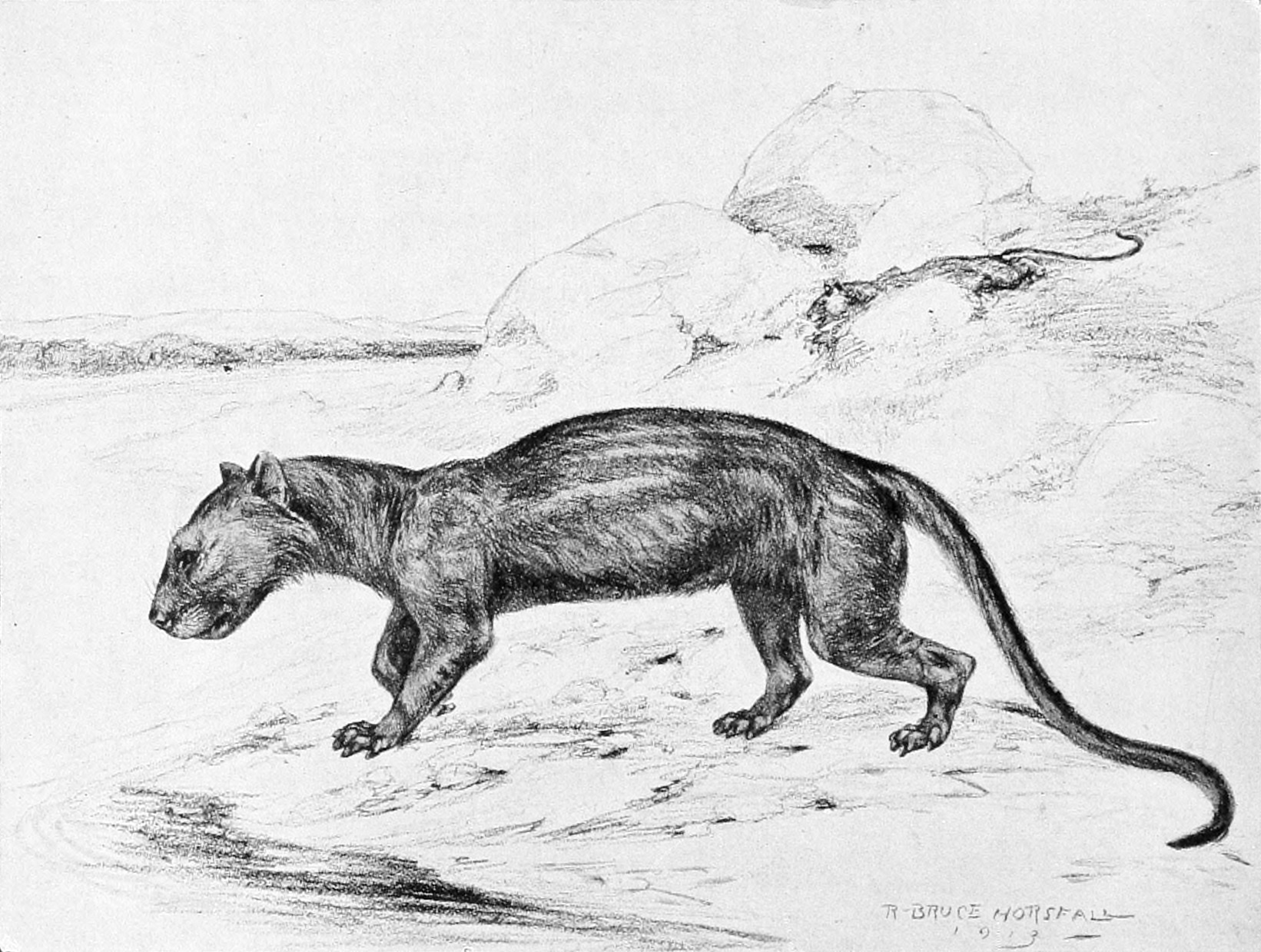
Ricostruzione di Oxyaena

## Classificazione
Il genere Oxyaena venne descritto per la prima volta da Edward Drinker Cope nel 1874, sulla base di resti fossili ritrovati in Nuovo Messico in terreni dell'Eocene inferiore. La specie tipo, e anche una delle meglio conosciute, è Oxyaena lupina, nota anche per fossili ritrovati in Colorado e in Wyoming. A questo genere sono state attribuite numerose specie dalle caratteristiche marcatamente diverse (soprattutto per quanto riguarda la dentatura): tra queste, sono solitamente considerate valide le nordamericane O. forcipata, O. pardalis, O. simpsoni, O. gulo (quest'ultima rinvenuta anche in Inghilterra) e l'europea O. woutersi, rinvenuta in Belgio e in Francia. In Asia sono noti fossili attribuiti a Oxyaena provenienti dalla Cina. Al genere Oxyaena, in passato, sono state attribuite anche le specie attualmente ascrivibili al genere Dipsalidictis.
Oxyaena è il genere eponimo degli ossienodonti, un gruppo di mammiferi sviluppatisi nel corso del Paleocene e diffusi anche nell'Eocene, dalle spiccate abitudini carnivore. In particolare, Oxyaena era un membro specializzato del gruppo, vicino all'origine di forme dell'Eocene medio più grandi e specializzate, come Patriofelis. 

## Paleoecologia
L'ossiena era uno dei predatori più diffusi della sua epoca. Viveva nelle pianure, cacciando piccoli animali. Le zampe non garantivano una corsa particolarmente efficiente, perciò si pensa che questo animale tendesse agguati alle sue prede. 

## Galleria d'immagini

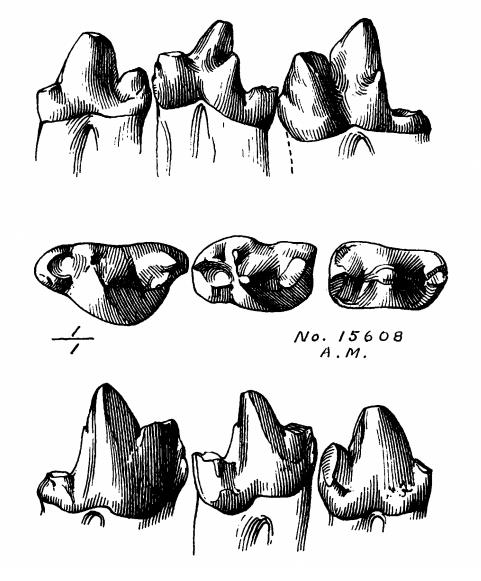
Dentatura inferiore di Oxyaena pardalis
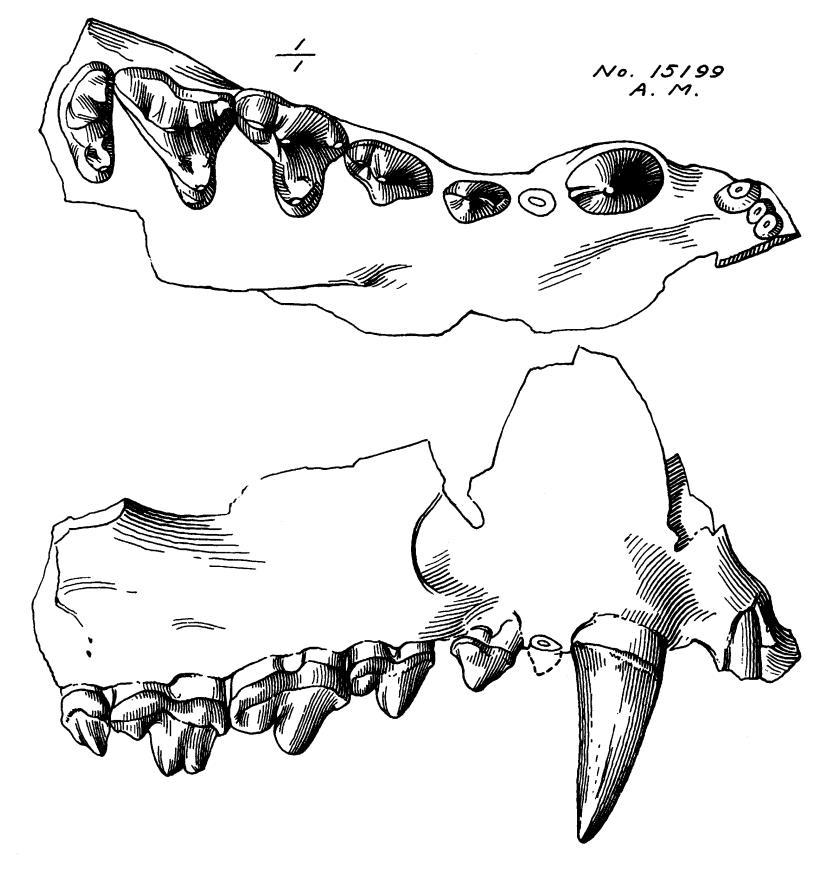
Mascella di Oxyaena gulo
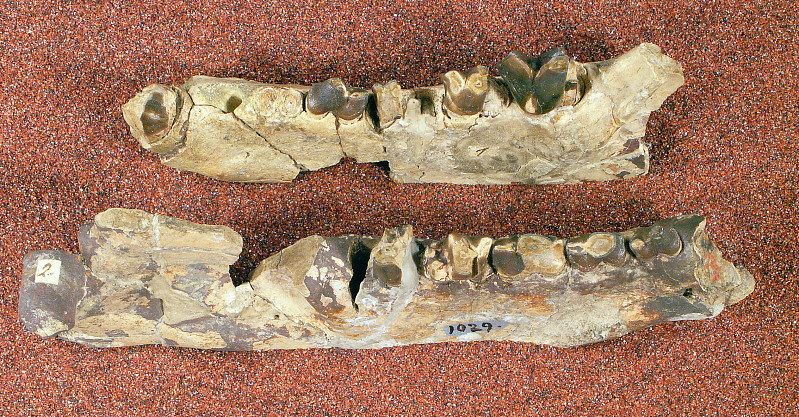
Mandibola di Oxyaena forcipata